# Adriano VI
Adriano VI (en latín: Hadrianus PP. VI), de nombre secular Adriaan Floriszoon Boeyens (Utrecht, 2 de marzo de 1459-Roma, 14 de septiembre de 1523) fue regente de Castilla y papa 218.º de la Iglesia católica desde el 9 de enero de 1522 hasta su muerte.
De nombre Adriaan Floriszoon Boeyens, también conocido como Adriano de Utrecht, era de origen neerlandés, lo que le valdrá ser apodado durante su pontificado como «el Pontífice bárbaro». Fue el último papa no italiano hasta la elección de Juan Pablo II en 1978, 455 años después de su muerte, además de ser uno de los dos únicos pontífices modernos, junto con Marcelo II, en mantener su nombre de pila tras su elección.
Lejos de la avidez, las maniobras y la larga espera de anteriores aspirantes al trono de San Pedro en su afán por conseguirlo, Adriano se mostró indiferente al cargo, no hizo nada por alcanzarlo y, sumergido como estaba en las intrincadas tareas de la regencia de España, ni siquiera asistió al cónclave en el que se produjo su designación. De todos modos, su aparente desidia por erigirse en la máxima autoridad de la Iglesia estaba plenamente compensada con el interés de su egregio discípulo que presionó cuanto fue necesario en tal sentido: la larga mano del rey Carlos I de España se hizo notar en el encumbramiento al solio pontificio de su antiguo preceptor.

## Primeros años

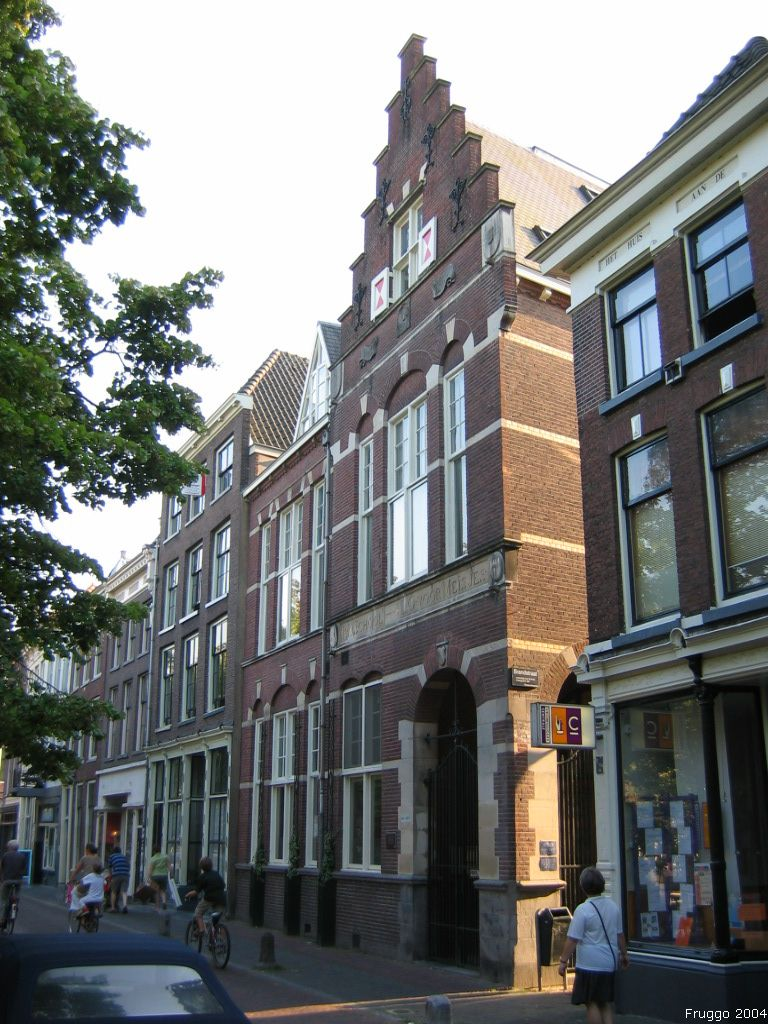
Casa donde nació Adriano IV en Utrecht, Países Bajos.

Nació en 1459 en Utrecht. Hijo de un ebanista, fue educado en la devotio moderna en el amor a la virtud y a la ciencia en la humanista escuela de Deventer. En 1479 ingresó en la Universidad de Lovaina. Durante toda su vida fue conocido por su sobriedad y su piedad. Fue profesor de Teología en la Universidad de Lovaina, donde alcanzó el rectorado.
Fue elegido por Maximiliano de Austria, para que fuera maestro de su nieto el príncipe Carlos de Gante. Ejerció durante diez años (1505-1515) su cometido, que desarrolló con eficacia, llevando a cabo importantes misiones en defensa de los intereses de su pupilo, al que educó desde la temprana edad de seis años.

## En España
Una década después, en 1516, el heredero de la corona de Castilla y Aragón enviaba a Adriano como legado ante el cardenal Cisneros, a la sazón regente de estos reinos tras el fallecimiento en enero de ese mismo año de Fernando el Católico. 

Son verdaderamente dramáticos los acontecimientos de los últimos días de Fernando, enero de 1516, en Madrigalejo, adonde acudió Adriano para vigilar en lo posible el testamento del monarca.

Escudo de Adriano de Utrech como cardenal.

Fernando, enfermo mientras presidía las Cortes de Burgos, julio de 1515, testó, dejando como heredero al infante don Fernando; documento enviado urgentemente al maestro recibe plenos poderes, incluso para tomar posesión de la Corona.
Convertido en rey de España, Carlos I agradecería los servicios prestados por su fiel mentor impulsando su ascenso en la carrera eclesiástica, primero como obispo de Tortosa en 1516, más tarde como inquisidor general de la Corona de Aragón y luego de la de Castilla, y por fin como miembro del colegio cardenalicio.
Carlos V le distinguió confiándole la regencia de España cuando tuvo que ausentarse del país en 1520 por razón de su designación como cabeza del Sacro Imperio Romano Germánico. No fue una encomienda fácil la que se le hizo al regente, puesto que los castellanos se quejaban de la soberbia y codicia de los borgoñones. Ausente el rey, se originó la sublevación de las Comunidades castellanas, que terminaron con la batalla de Villalar, y la revuelta de las Germanías levantinas. Así, el 31 de octubre de 1520, contando con apoyo suficiente inicia las hostilidades.

## Pontificado

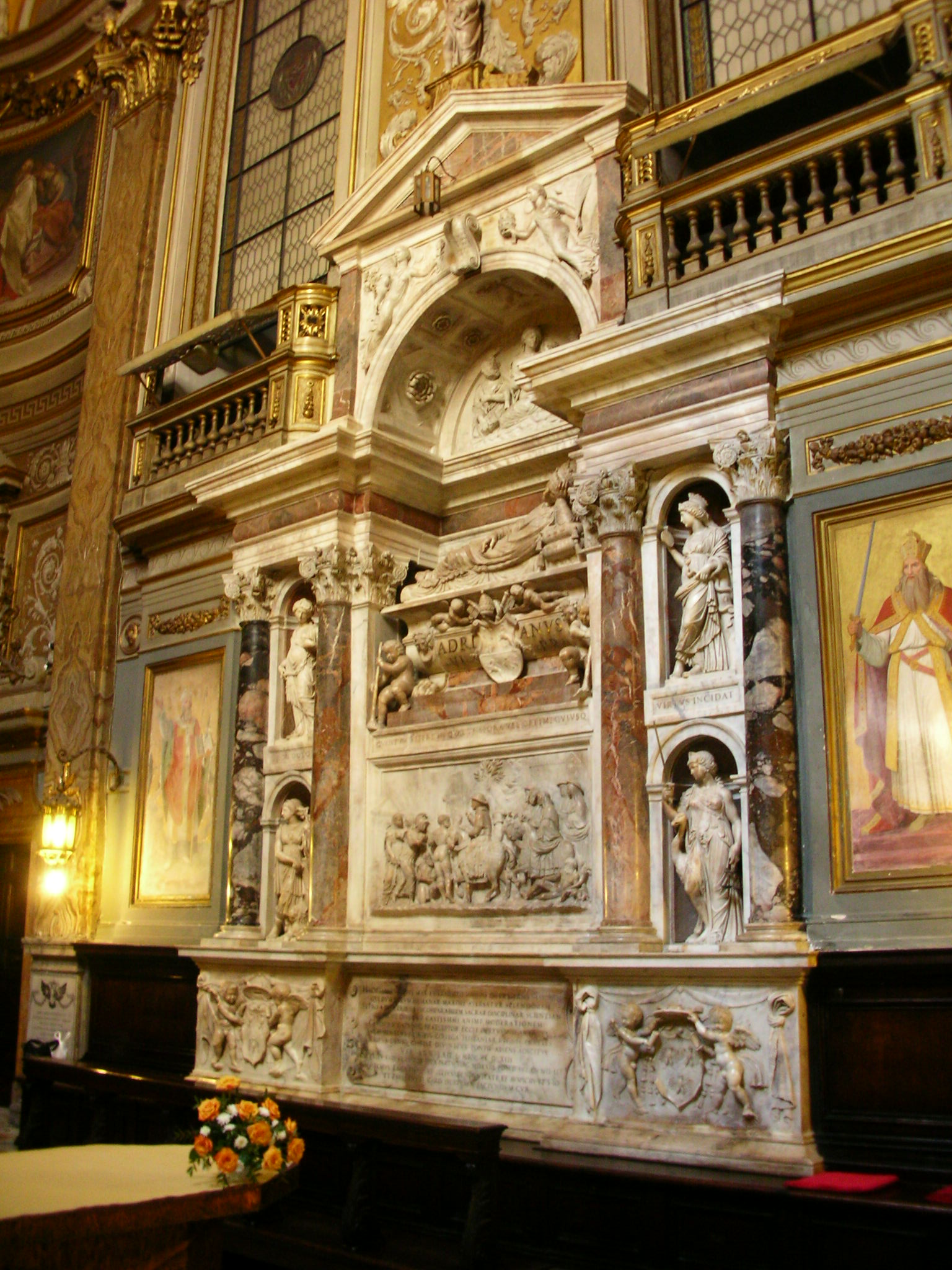
Tumba de Adriano VI.

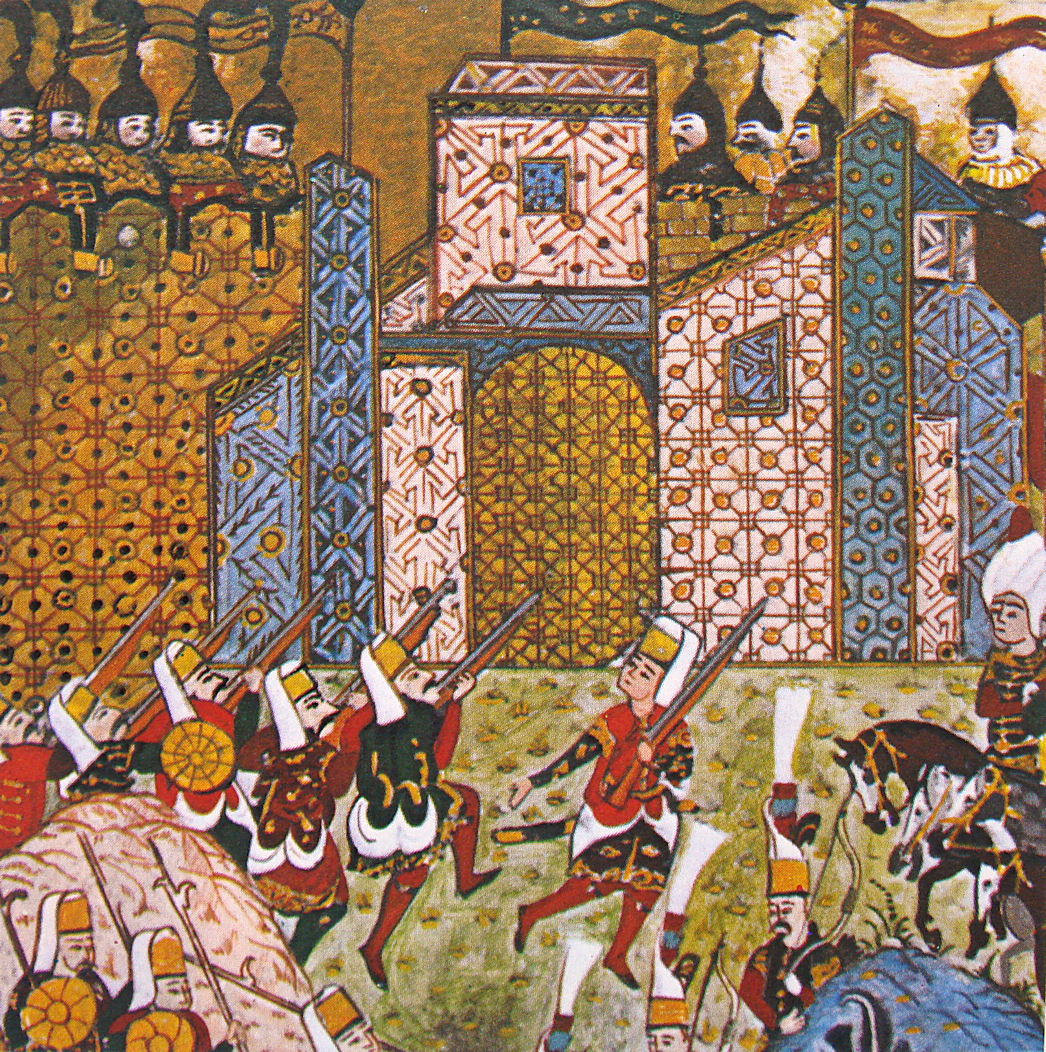
Sitio de Rodas (1522)

El 9 de enero de 1522 fue elegido Papa sucediendo a León X. El nuevo papa se encontraba en Vitoria ejerciendo como regente de España, preparando a Navarra para la defensa frente a la invasión francesa. La noticia llegó a la Casa del Cordón, donde se hospedaba, el 22 de ese mes.
En una solemne declaración el 8 de marzo de 1522 Adriano VI aceptó la elección. En ella proclama su confianza en Cristo, «que le dará fuerza, aun siendo indigno, para defender a la cristiandad contra los ataques del mal, y para reducir, al ejemplo del Buen Pastor, a la unidad de la Iglesia a los que yerran y están engañados». Enseguida emprende el viaje, acompañado de su inseparable secretario y biógrafo, el doctor Blas Ortiz, siguiendo el curso del Ebro hasta Tarragona, ciudad en la que embarcó para Roma, a la cual llegó el 29 de agosto de 1522, para tomar posesión de la silla apostólica. La ceremonia de coronación papal fue el 31 de agosto de 1522.
A la llegada del Papa, reinaba la peste en la Ciudad Eterna. Al día siguiente de su coronación Adriano VI pidió ayuda a los cardenales para su doble proyecto: la unión de los príncipes cristianos para combatir al turco y la reforma de la curia romana. Sin embargo, tuvo dificultades entre los cardenales, no habituados a su estilo de vida sobrio y austero. Su costumbre de celebrar misa a diario, algo insólito entonces, producía rechazo. En el consistorio de 26 de marzo de 1523 el Cardenal de Santa Croce quiso pedir la confirmación de los indultos y privilegios concedidos por León X. Cuando el cardenal le recordó la inaudita amabilidad con que los cardenales lo habrían elegido sumo pontífice, Adriano VI contestó que lo habían llamado al martirio y a la cárcel. Allí tenía una Iglesia agotada y pobre, por lo que les debía muy poco; ellos habían sido más bien sus verdugos.
Curtido en los avatares políticos antes de acceder a la Santa Sede, su breve paso por ella (poco más de un año) no le ofreció oportunidad de utilizar la experiencia adquirida en las tareas de estado. Pudiera pensarse que, en todo caso y por el favor que le había hecho Carlos V, iba a ser un pontífice dócil y sumiso al emperador, pero no fue así, o no al menos de forma incondicional.
Adriano VI hizo esfuerzos por obrar con imparcialidad en la pugna continuada entre Carlos V y Francisco I de Francia enfrentados en la Guerra de los Cuatro Años y solicitó una tregua de tres años a los beligerantes bajo pena de excomunión o entredicho en caso de no cumplirla. La negativa del monarca francés y su deseo de reconquistar el ducado de Milán, procuró a Adriano VI entrar en una alianza militar antifrancesa junto con Inglaterra, el archiduque Fernando de Austria, y los Estados italianos de Venecia, Florencia, Génova, Lucca, Siena y el duque de Milán Francisco II Sforza con el objetivo de defender la península italiana mientras que en 1522 el sultán Solimán el Magnífico tomó la isla de Rodas.
Su temprana muerte acaecida en septiembre de 1523 le impidió realizar cualquier acción en el seno de tal alianza, como tampoco le permitió poner algún remedio al avance del luteranismo.
Durante su pontificado, Adriano VI canonizó a San Antonino de Florencia.
Falleció el 14 de septiembre de 1523 en Roma, y fue sepultado en un suntuoso mausoleo diseñado por Badassare Peruzzi en la iglesia romana de Santa Maria dell'Anima.

## Posteridad
En las Profecías de san Malaquías puede corresponderle -de acuerdo a una interpretación moderna- el lema «Flos pilæ ægræ» (La flor de las columnas enfermas), como el papa que reinó breve y austeramente entre dos de los papas de la familia Médici. 
Debido a la reputación de Adriano VI como reformador, durante el cónclave de 2013 se sugirió en broma que el nuevo Papa tomase el nombre Adriano VII debido a la necesidad contemporánea de la reforma, a pesar de que finalmente eligió el nombre de Francisco. Además, es el último cardenal elegido papa que no estuvo presente en el cónclave que lo eligió.

## Sucesión
| Predecesor: León X | Papa 9 de enero de 1523-14 de septiembre de 1524 | Sucesor: Clemente VII |